# Ochra

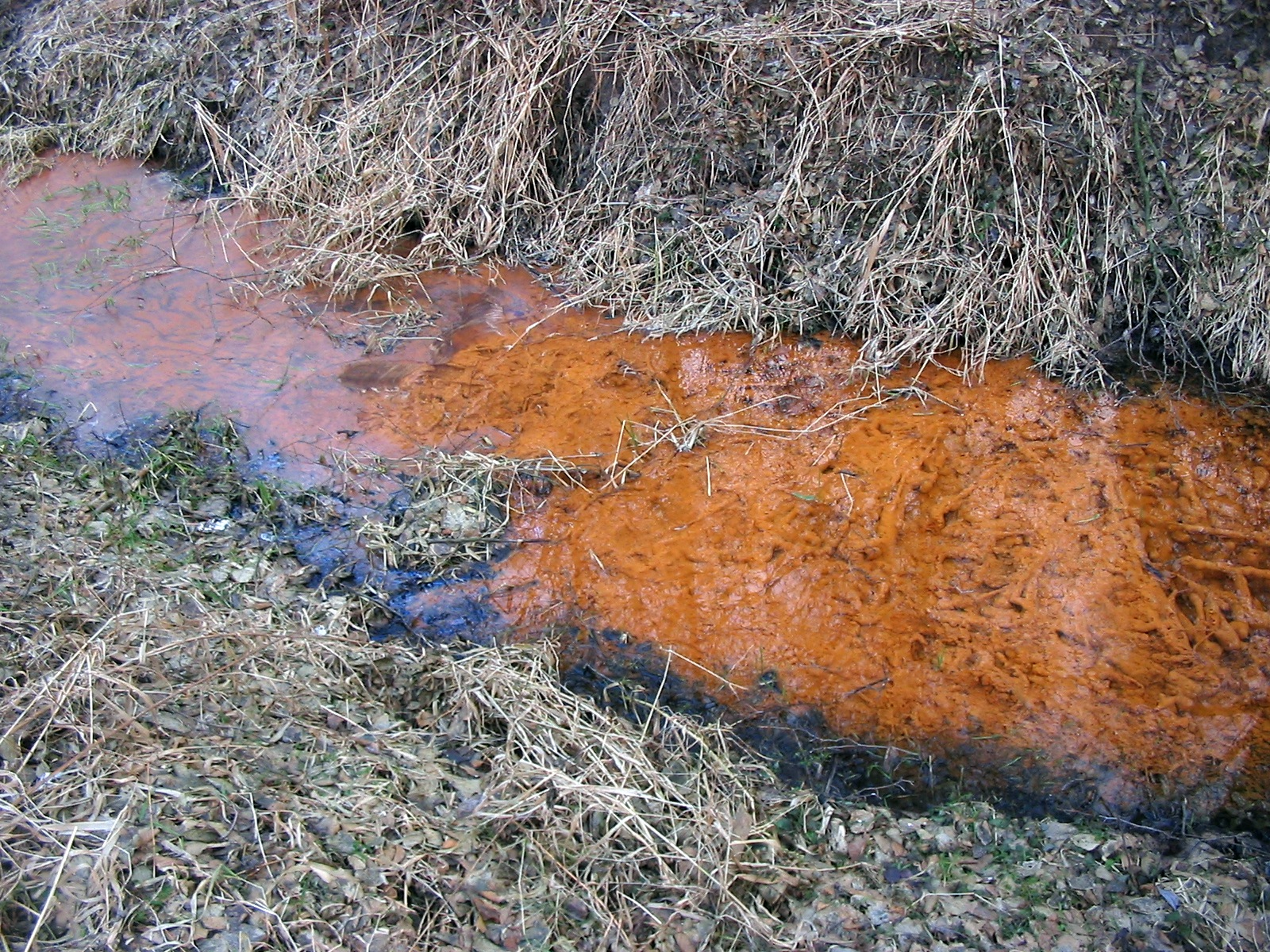
Strumyk zabarwiony ochrą

Ochra (stgr. ὤχρα ōchra, z ὠχρός  ōchrós – „żółty, blady”) – rodzaj pelitycznej zwietrzeliny skał i iłów bogatych w związki żelaza, wykorzystywany jako naturalny, nieorganiczny pigment o barwie od żółtej do brązowej.

## Występowanie
Ochra powstaje przez zmieszanie glinokrzemianów i substancji barwnych, głównie tlenków żelaza. Ilość i rozdrobnienie tlenków żelaza, oraz tlenków i wodorotlenków manganu wpływa na barwę. Barwnik ten jest wykrywany makroskopowo, między innymi dzięki analizie fizyko-chemicznej.

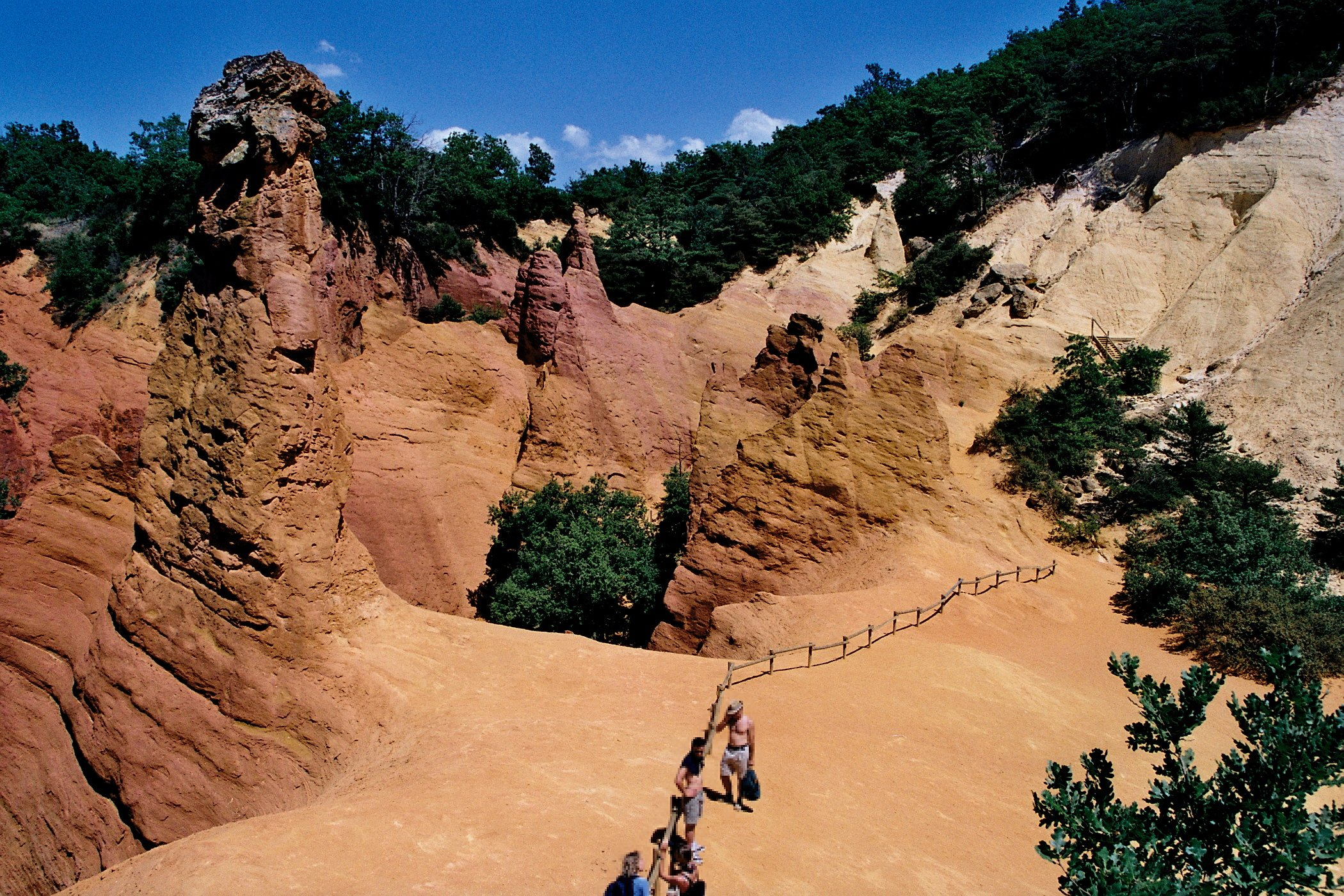
Złoża ochry w Roussillon we Francji

Ochry powstają w strefie wietrzenia minerałów macierzystych. Można wyróżnić ochrę żelazistą, żółtą ochrę antymonową, kremowo-żółtą ochrę bizmutową, czarną ochrę molibdenową, cytrynowo-żółtą ochrę uranową. Obok metali, które mogą występować w postaci różnych związków chemicznych (tlenki, tlenowodorotlenki, krzemiany, siarczany), występują domieszki, przeważnie minerały ilaste, kwarc drobnoziarnisty, szczątki organiczne i inne substancje.
Kolor i odcień ochry może być modyfikowany przez obróbkę termiczną. Żółta ochra podgrzana do 200 °C zmienia kolor w kierunku pomarańczowo-czerwonym. Stosowanie wyższych temperatur pozwala uzyskać ciemniejsze odcienie, aż do ciemnowiśniowego i ciemnobrunatnego.

## Historia i zastosowania
Ochra towarzyszy ludzkości od początku naszego gatunku. W wielu kulturach szczególnie ochra czerwona miała i nadal ma znaczenie rytualne i obrzędowe.
Ochra była używana przez społeczności paleolitu, mezolitu i neolitu do konserwacji i obróbki skór oraz jako barwnik do wyrobów artystycznych.
Stosowana jest w przemyśle do produkcji farb, lakierów, zabarwiania wyrobów ceramicznych, materiałów budowlanych, a także w przemyśle kosmetycznym.
Współcześnie słowem ochra najczęściej określa się w farbach artystycznych tlenki żelazowe żółte, numer indeksu kolorów PY42, w przeciwieństwie do ochr naturalnych, którym przypisany jest indeks PY43. Sjeną w takich farbach nazywana jest mieszanina syntetycznych tlenków żelaza: żółtego, czerwonego i czarnego. W farbach przemysłowych kolor nazywany ochrą lub sjeną może być mieszaniną pigmentów innych niż tlenki żelazowe.
Dla ochry jako pigmentu występującego w odcieniach od jasnożółtego do jasnego brązu w języku polskim stosuje się także termin ugier.

## Nomenklatura w malarstwie
- umbry - różne odmiany brązowe, zielone itp, ochra brązowa - zawartość tlenku manganu od 5% do 20%, najczęściej pozyskiwana z gliny suszonej. Numer pigmentu PBr7, PBr8.
- ugry:
  - ugier złoty, ugier żółty, ochra złota - pozyskiwany przez zmielenie skały np. limonitu, znikoma zawartość tlenku manganu. W oleju lnianym żółty pigment ciemnieje, najczęściej powstaje kolor żółto-brązowy, kolor ochry. Numer pigmentu w indeksie PY43.
  - ugier ciemny, ochra ciemna, sjena, satynober - żółty lub żółto-brązowy pigment z zawartością mniej niż 5% tlenku manganu. Numer indeksu pigmentów PY43.
  - ugier czerwony, hematyt, ziemia czerwona, puzzola, ochra czerwona, róż wenecki, róż angielski. Numer pigmentu PR102.
  - ugier laserunkowy/transparentny, w zależności od koloru numer indeksu pigmentów PY43, PR102.

## Polska norma
Polska norma BN-69/6046-08 rozróżnia ochry według odcieni:
- ochra jasna;
- ochra złocista;
- satynober średni;
- ochra czerwona.